# ZEZ
ZEZ zabavnik: zabava, enigma, znanje je bio hrvatski zagonetački zabavnik iz Zagreba. Prvi broj izašao je 1983. godine. Izlazio je mjesečno do 2001., s pauzom od 1986. do 1996. godine. Izdavač je bio Medius a od 1983. do 1985. godine bjelovarsko ZD Čvor (zadnji, 30. broj ZEZ-a u Bjelovaru izašao je 10. prosinca 1987. godine.). Glavni urednici bili su Zlatko Stipaničić i Stjepan Horvat. ISSN je 1333-1582.